# Impatiens helferi
Impatiens helferi är en balsaminväxtart som beskrevs av Joseph Dalton Hooker. Impatiens helferi ingår i släktet balsaminer, och familjen balsaminväxter. Inga underarter finns listade i Catalogue of Life.